# 平成18年7月豪雨

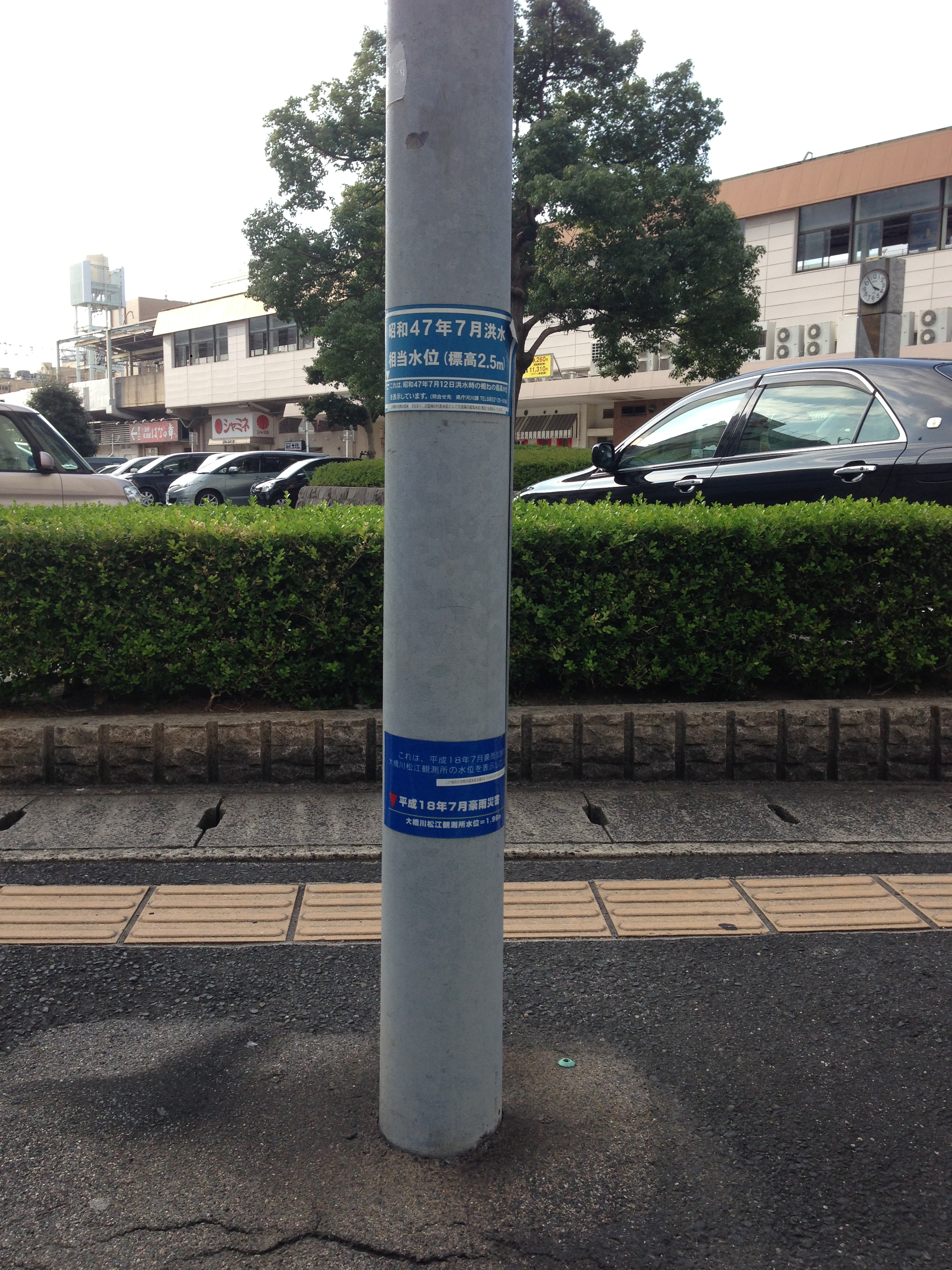
松江市内各所に設置されている当時の被害を示す表示の一つ。JR松江駅南口付近。上は昭和47年7月豪雨の表示。

平成18年7月豪雨（へいせい18ねん7がつごうう）とは、2006年（平成18年）7月15日から7月24日にかけて南九州や北陸地方、長野県、山陰地方などを襲った梅雨前線に伴う記録的な豪雨、およびそれによる被害である。

## 概要
7月15日から24日にかけて、活動が活発化した梅雨前線が本州から九州にかけて停滞し、九州、山陰、北陸、長野県などで記録的な大雨となった。このうち15日～18日、23日ごろにかけては山陰、北陸、長野県、19日から23日ごろにかけては九州が雨の中心となった。
- 7月15日から24日の総雨量が、宮崎県えびの市で1,281mm、鹿児島県さつま町紫尾山で1,264mmとなるなど、年間降水量の3分の1に達するほどの雨が降った[1]。
- 九州の多数の観測地点で、雨量が観測史上最多を更新した[1]。
- 九州南部の国見山地、出水山地、霧島山周辺で特に降水量が多く、この付近は7月15日から24日の降水量がおおむね700mmを超えた。しかし、100kmも離れていない大隅半島・薩摩半島南部では、同期間中の降水量は100mmにも満たなかった。

なお、この年の西日本は6月にも梅雨前線による大雨に襲われており、6月21日から28日にかけての豪雨に伴う崖崩れにより、熊本県山都町で1人が死亡した。

## 原因
今回の豪雨の大きな原因としては、偏西風が蛇行したこと、日本の南の太平洋高気圧の勢力が強かったことが挙げられている。
偏西風が15日から約10日間に渡って蛇行していたため、本州から九州付近にあった梅雨前線の北側に寒気が流れ込みやすくなっていたことに加え、梅雨前線を南下させて長期間停滞させていた。また、フィリピンの東海上での対流（空気の上昇）が活発化したことなどが原因で、日本の南の海上にあった太平洋高気圧の勢力が平年よりも強かったため、南から暖かく湿った空気が流れ込みやすくなっていた。停滞する梅雨前線付近では、いずれも強い寒気と湿った暖気の衝突によって雨雲が発達し、その下で雨も強まった。
15日～18日ごろは、中国南部を進んだ台風4号の影響で、太平洋高気圧からの湿った暖気の流れ込みが強くなり、山陰や北陸、長野県の広範囲で雨が長く続いた。19日～23日には、梅雨前線が南下して九州中部付近に停滞したため、九州で局地的な豪雨となった。
偏西風の蛇行は、7月中旬前半に中央アジアの低温、7月中旬に中国中央部の高温、7月中旬後半から下旬前半に日本・韓国の豪雨、7月下旬にアメリカ西部の高温と、各地で異常気象をもたらした。

## 被害
人的被害

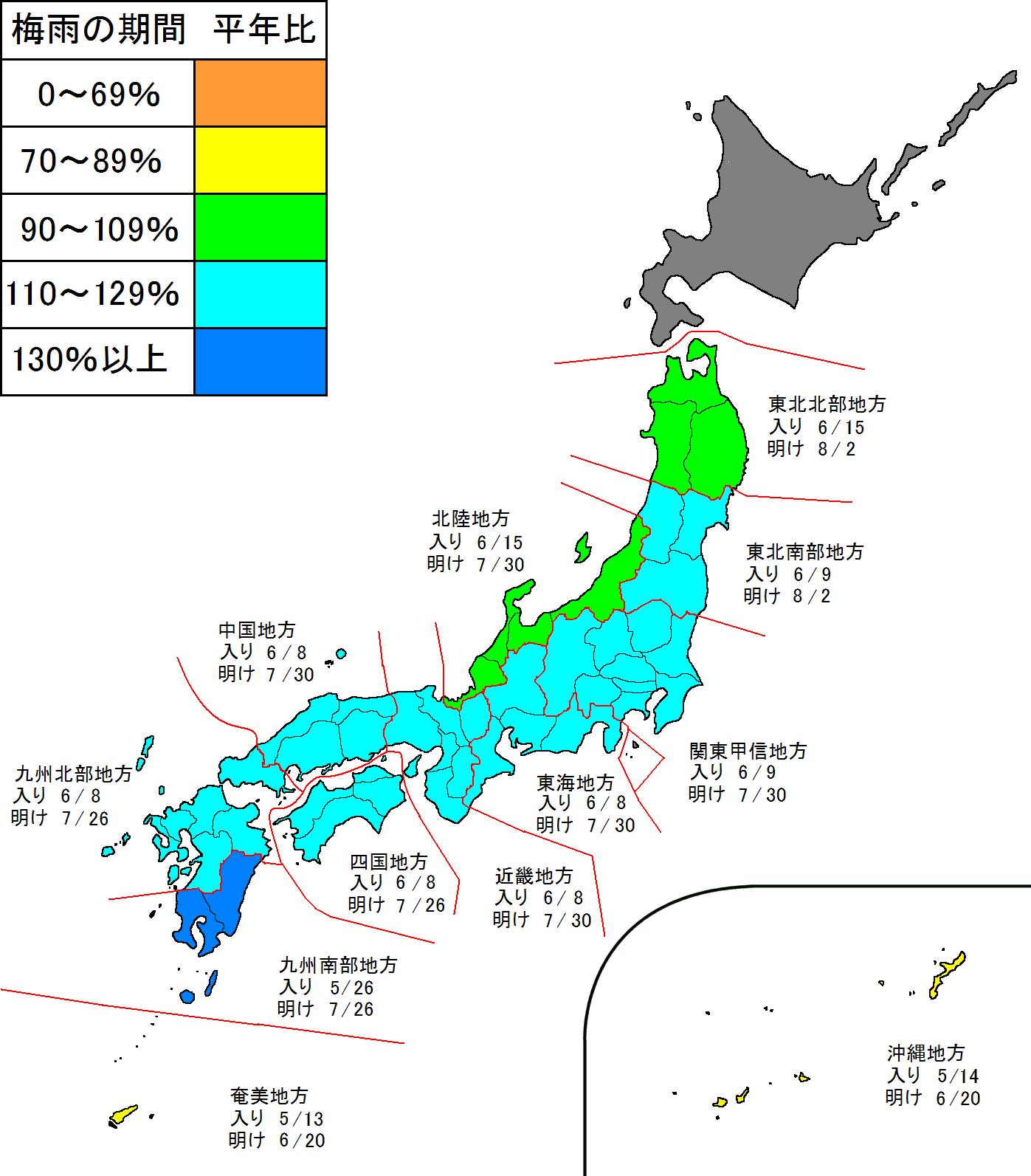
九州南部の梅雨の期間は、平年より3割以上長かった

消防庁のまとめによると、豪雨による死者は26人、行方不明者は1人となった。
- 19日
  - 福井県福井市でがけ崩れが発生、男女2人死亡[16]
  - 岡山県新見市で土砂崩れ、女性1人死亡[5]
  - 長野県岡谷市で土石流が発生、男女8名死亡[17]
  - 長野県辰野町で土砂崩れが発生し、女性2人死亡[18]
  - 長野県上田市で女性1名川に転落、行方不明
  - 京都府京丹後市で地すべり、男女2人死亡
  - 島根県出雲市で避難途中に男女2人死亡、女性1人行方不明[18][5]
  - 島根県美郷町で土砂崩れ、女性1人死亡[5][19]
- 20日
  - 岐阜県飛騨市で男性が誤って用水路に転落、死亡[20]
- 22日
  - 長野県辰野町で土砂災害復興作業中、心不全のため50代男性死亡
  - 鹿児島県大口市で道路に氾濫した濁流に飲み込まれ、女性1人死亡
  - 鹿児島県さつま町で川内川に男性が転落、死亡
  - 鹿児島県薩摩川内市で土砂崩れ、男性1人死亡
  - 鹿児島県菱刈町で土砂崩れ、女性1人死亡
  - 鹿児島県菱刈町で運転中に土石流に巻き込まれ男性1人死亡

物的被害など
- 多くの地域で浸水の被害[5][21][22]
- がけ崩れにより芸備線、三江線、甘木鉄道などが不通に[23]。
- 豪雨に起因する地すべりにより山陰自動車道が不通に。

## 対応

### 長野県・犀川上流発電用ダム群の治水協力
犀川上流（梓川）にある奈川渡ダム・水殿ダム・稲核ダムおよび支流・高瀬川の高瀬ダム・七倉ダムは東京電力の発電用ダムであり、洪水調節は目的としていない。従って治水に対する責務は有していないが多目的ダムが少なく、かつ降水量の多い犀川流域においてはこうした発電専用ダムも治水対策として発電に使用する有効貯水容量を差し引いた総貯水容量の中から空き容量を使い、集中豪雨や台風の際には洪水を貯水することで事実上洪水調節を行っている。
平成18年7月豪雨では特に長野県で被害が大きかったが、被害の集中した天竜川流域に比べ信濃川・犀川流域では被害は少なかった。特に犀川では危険水位に到達するほどの洪水となったものの堤防からの洪水越流は起きなかった。これは洪水調節機能を持つ大町ダム（国土交通省直轄ダム）だけでなく、前述の5ダムが空き容量を使って洪水を貯水し、下流への放流を極力抑えたことによる。通常発電専用ダムは流入した洪水をそのまま放流するが、高瀬ダムや奈川渡ダムではこうした方法を用いて大町ダムと連携し洪水を抑え、下流の水害を防止したのである。
こうした利水専用ダム、すなわち治水目的のないダムにおける水害時における対応は河川法第44条から第51条に規定されており、「利水ダムを設置する者は河川の従前の機能を維持するために必要な施設を設け、またはこれに代わる措置をとる」と定められている。また河川法施行令第23条において具体的なダムの種類が挙げられているが、高瀬ダムはその種類に該当するダムであるため河川法の規定に基づき上記のような操作を洪水時に実施している。

## 豪雨災害と脱ダム宣言
長野県では、岡谷市を中心とした諏訪地方全体で、死者・行方不明者11名、床上浸水1,043棟を出す被害となった。当時の長野県知事は脱ダム宣言を掲げた田中康夫であり、森林整備を中心とした災害対策（このこと自体は理に適っている）に重点を置き、土砂災害を直接的に抑止する砂防堰堤や治山ダム等の予算を大幅に削減していたこと、また、1ヵ月後に知事戦に出馬した村井仁の「災害対策を怠った結果であり、天の戒め」との発言もあったことから、災害自体が田中康夫批判の材料のひとつとなった。結果的に田中康夫は知事選で敗北を喫した。